# Gare de Melle (Belgique)
Pour les articles homonymes, voir Gare de Melle.
La gare de Melle est une gare ferroviaire belge de la ligne 50, de Bruxelles-Nord à Gand-Saint-Pierre, située sur le territoire de la commune de Melle, dans la province de Flandre-Orientale en région flamande. Les lignes 50, 53, 122 et 123 ont également un arrêt à Melle.
Elle est mise en service en 1837 par l'administration des chemins de fer de l'État belge. C'est un arrêt sans personnel de la Société nationale des chemins de fer belges (SNCB) desservie par des trains InterCity (IC), Suburbains (S), Omnibus (L) et d'Heure de pointe (P).

## Situation ferroviaire
Établie à 12 m d'altitude, la gare de Melle est située au point kilométrique. (PK) 49,795 de la ligne 50, de Bruxelles-Nord à Gand-Saint-Pierre, entre les gares de Kwatrecht et de Merelbeke ( toutes les deux construites sur le territoire de Melle, mais avec la porte d'entrée en direction des communes citées ).

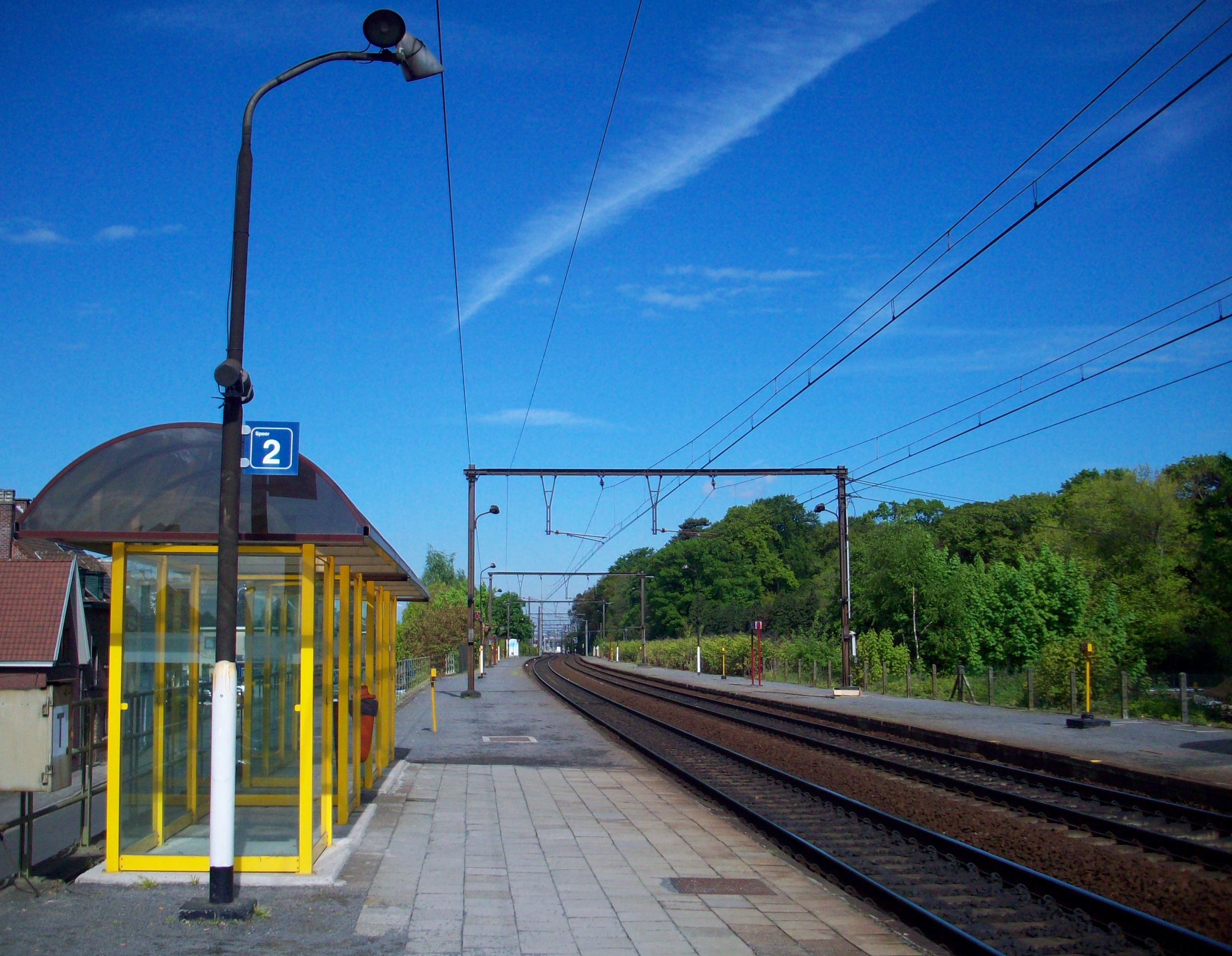
Voies, quais et abris.

## Histoire

### Origines
La « station de Melle » est mise en service le 22 septembre 1837 par l'administration des chemins de fer de l'État belge qui inaugurent ce jour-là la section de Termonde à Gand-Sud de la ligne de Malines à Gand (actuelles lignes 50 et 53). L'année suivante, cette ligne est prolongée jusqu'à Bruges et Ostende et, entre 1855 et 1856, une ligne plus directe vers Alost et Bruxelles est à son tour mise en service.
La gare de Melle devient une gare de bifurcation en 1867 lorsque la Compagnie du chemin de fer de Braine-le-Comte à Gand livre à l’État belge la ligne de Melle à Braine-le-Comte via Zottegem, Grammont et Enghien (actuelles lignes 122 et 123).
En 1885, le bâtiment tel que décrit par le sénateur Floribert Soupart (nl) ne possède qu'une salle d'attente bien trop petite tandis que le magasin des marchandises occupe une partie du bâtiment tout comme le bureau et le logement du chef de gare. Aucun abri ou auvent n'est mis à disposition des voyageurs contraints d'attendre en plein air faute de place à l'intérieur. Les photographies de la gare montrent qu'une halle à marchandises a plus tard été construit tout comme un auvent (marquise) et des extensions de l'habitation du chef de gare ont également été réalisées

### Réaménagement
Au début du XXe siècle l’État belge entame la construction d'une nouvelle ligne directe de Bruxelles à Gand, réservée aux voyageurs. À cette occasion, la ligne traversant la gare de Melle devait être surélevée et mise à quatre voies et un échangeur doté de plusieurs sauts-de-mouton devait relier la ligne nouvelle aux lignes existantes. Cette jonction et les nouveaux quais de la gare étaient quasi achevés lorsque survint la Première Guerre mondiale au cours de laquelle plusieurs viaducs dont celui de la nouvelle gare furent détruits.
Après la guerre, la ligne nouvelle et la bifurcation de Melle furent finalement construits mais selon une variante simplifiée. Des vestiges des ponts et du tracé inutilisé sont encore visibles à l'heure actuelle. À Melle, les voies ont été surélevées et l'ancien tracé au niveau du sol abandonné mais le talus prévu avant 1914 devait être plus haut et comporter de véritables arcades.

### Modernisation
Dans les années 1950, les lignes vers Bruxelles et Malines ont été électrifiées ainsi qu'une très courte section de la ligne 122.
Le bâtiment de la gare, remontant à 1837, est classé en 2004. Un projet de rénovation pour y créer un restaurant et des bureaux,, annoncé en 2018, est en cours en 2024.
À partir de 2019, les quais de la gare sont à nouveau réaménagés et la gare rénovée par le nouveau propriétaire.

## Service des voyageurs

### Accueil
Halte SNCB, c'est un point d'arrêt non géré (PANG) à accès libre.
La traversée des voies et le passage d'un quai à l'autre s'effectuent par un passage sous voies.

### Desserte
Melle est desservie par des trains InterCity (IC), Omnibus (L), Suburbains (S) et Heure de pointe (P) de la SNCB (voir brochures SNCB,).

#### Semaine
La desserte contient trois trains cadencés toutes les heures :
- des trains IC-20 effectuant le trajet Gand-Saint-Pierre - Alost - Bruxelles-Midi - Hasselt - Tongres
- des trains L entre Zeebrugge-Dorp et Malines (Zeebrugge-Plage durant les vacances).
- des trains S52 entre Gand-Saint-Pierre et Grammont

Il existe aussi quelques trains supplémentaires aux heures de pointe (P) :
- Un train P de Gand-Saint-Pierre à Alost, tôt le matin ;
- Deux trains P de Renaix à Grammont, le matin ;
- Un train P de Grammont à Audenarde, le matin ;
- Un train P de Gare de Saint-Nicolas à Schaerbeek, le matin (afin d’éviter un rebroussement, ce train ne dessert pas Gand-Saint-Pierre) ;
- Un train P de Termonde à Gand-Saint-Pierre, le matin ;
- Un train P de Gand-Saint-Pierre à Schaerbeek, le matin ;
- Un train P de Schaerbeek à Saint-Nicolas l’après-midi (ce train est le seul partant de Merelbeke qui ne dessert pas Gand-Saint-Pierre car il emprunte un raccordement vers Gentbrugge) ;
- Un train P de Gand-Saint-Pierre à Termonde, l’après-midi ;
- Un train P d'Audenarde à Grammont, l’après-midi ;
- Deux trains P de Grammont à Renaix, en fin d’après-midi.

#### Week-ends et jours fériés
La desserte, moins étoffée, comprend deux relations cadencées à l’heure :
- des trains IC-20 entre Gand-Saint-Pierre et Lokeren via Alost, Bruxelles et Termonde ;
- des trains L entre Gand-Saint-Pierre et Grammont.

### Intermodalité
Un parking pour les véhicules y est aménagé. Des bus desservent la gare.

## Comptage voyageurs
Ce graphique et tableau montre le nombre de voyageurs embarquant en moyenne durant la semaine, le samedi et le dimanche.
| Nombre de passagers qui embarquent à la gare de Melle | Nombre de passagers qui embarquent à la gare de Melle | Nombre de passagers qui embarquent à la gare de Melle | Nombre de passagers qui embarquent à la gare de Melle |
|                                                       | Semaine                                               | Samedi                                                | Dimanche                                              |
| ----------------------------------------------------- | ----------------------------------------------------- | ----------------------------------------------------- | ----------------------------------------------------- |
| 1977                                                  | 690                                                   | 209                                                   | 200                                                   |
| 1978                                                  | 532                                                   | 114                                                   | 107                                                   |
| 1979                                                  | 573                                                   | 126                                                   | 114                                                   |
| 1980                                                  | 569                                                   | 122                                                   | 142                                                   |
| 1981                                                  | 571                                                   | 141                                                   | 107                                                   |
| 1982                                                  | 606                                                   | 173                                                   | 148                                                   |
| 1983                                                  | 573                                                   | 147                                                   | 85                                                    |
| 1984                                                  | 544                                                   | 129                                                   | 109                                                   |
| 1985                                                  | 500                                                   | 123                                                   | 120                                                   |
| 1986                                                  | 403                                                   | 159                                                   | 89                                                    |
| 1987                                                  | 404                                                   | 109                                                   | 98                                                    |
| 1988                                                  | 435                                                   | 125                                                   | 109                                                   |
| 1989                                                  | 485                                                   | 96                                                    | 72                                                    |
| 1990                                                  | 413                                                   | 111                                                   | 103                                                   |
| 1991                                                  | 545                                                   | 116                                                   | 102                                                   |
| 1992                                                  | 465                                                   | 108                                                   | 113                                                   |
| 1993                                                  | 384                                                   | 129                                                   | 68                                                    |
| 1994                                                  | 472                                                   | 122                                                   | 117                                                   |
| 1995                                                  | 410                                                   | 89                                                    | 103                                                   |
| 1996                                                  | 419                                                   | 96                                                    | 114                                                   |
| 1997                                                  | 482                                                   | 88                                                    | 65                                                    |
| 1998                                                  | 555                                                   | 90                                                    | 4                                                     |
| 1999                                                  | 439                                                   | 95                                                    | 66                                                    |
| 2000                                                  | 518                                                   | 78                                                    | 69                                                    |
| 2001                                                  | 522                                                   | 126                                                   | 79                                                    |
| 2002                                                  | 483                                                   | 87                                                    | 46                                                    |
| 2003                                                  | 528                                                   | 126                                                   | 76                                                    |
| 2004                                                  | 545                                                   | 122                                                   | 72                                                    |
| 2005                                                  | 551                                                   | 127                                                   | 105                                                   |
| 2006                                                  | 674                                                   | 142                                                   | 138                                                   |
| 2007                                                  | 757                                                   | 142                                                   | 147                                                   |
| 2008                                                  | -                                                     | -                                                     | -                                                     |
| 2009                                                  | 768                                                   | 153                                                   | 111                                                   |
| 2010                                                  | -                                                     | -                                                     | -                                                     |
| 2011                                                  | -                                                     | -                                                     | -                                                     |
| 2012                                                  | 807                                                   | 187                                                   | 117                                                   |
| 2013                                                  | 754                                                   | 154                                                   | 110                                                   |
| 2014                                                  | 851                                                   | 139                                                   | 106                                                   |
| 2015                                                  | 821                                                   | 120                                                   | 103                                                   |
| 2016                                                  | 752                                                   | 172                                                   | 144                                                   |
| 2017                                                  | 894                                                   | 221                                                   | 164                                                   |
| 2018                                                  | 900                                                   | 186                                                   | 159                                                   |
| 2019                                                  | 898                                                   | 201                                                   | 164                                                   |
| 2020                                                  | 592                                                   | 114                                                   | 131                                                   |
| 2021                                                  | -                                                     | -                                                     | -                                                     |
| 2022                                                  | 868                                                   | 338                                                   | 275                                                   |
| 2023                                                  | 890                                                   | 818                                                   | 588                                                   |
| 2024                                                  | 949                                                   | 496                                                   | 470                                                   |

## Patrimoine ferroviaire
Le bâtiment de la gare, qui date de 1853, est classé depuis 2004 ; il s'agit d'un des plus anciens bâtiments ferroviaires encore debout en Belgique. Il s'agit d'un édifice en briques et en pierre, agrandi dans les années 1870 et au cours du XXe siècle.
Malgré son classement, il est encore désaffecté et en mauvais état à l'heure actuelle (2020).
Revendu par la SNCB, il doit être converti en restaurant avec des bureaux et un espace polyvalent. Les ailes latérales seront surhaussées par des extensions en verre.

## Galerie de photographies

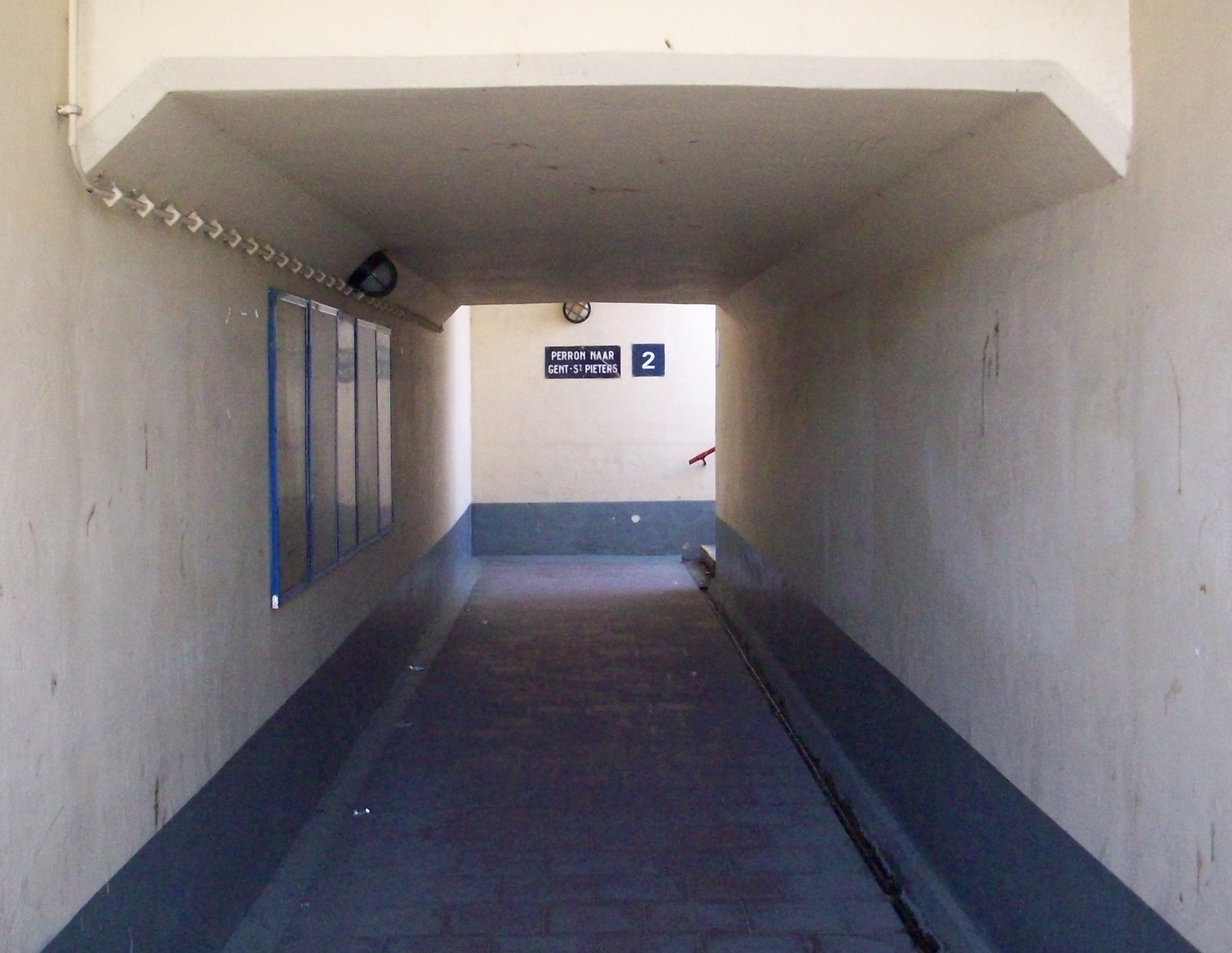
Passage sous voies et accès aux quais.
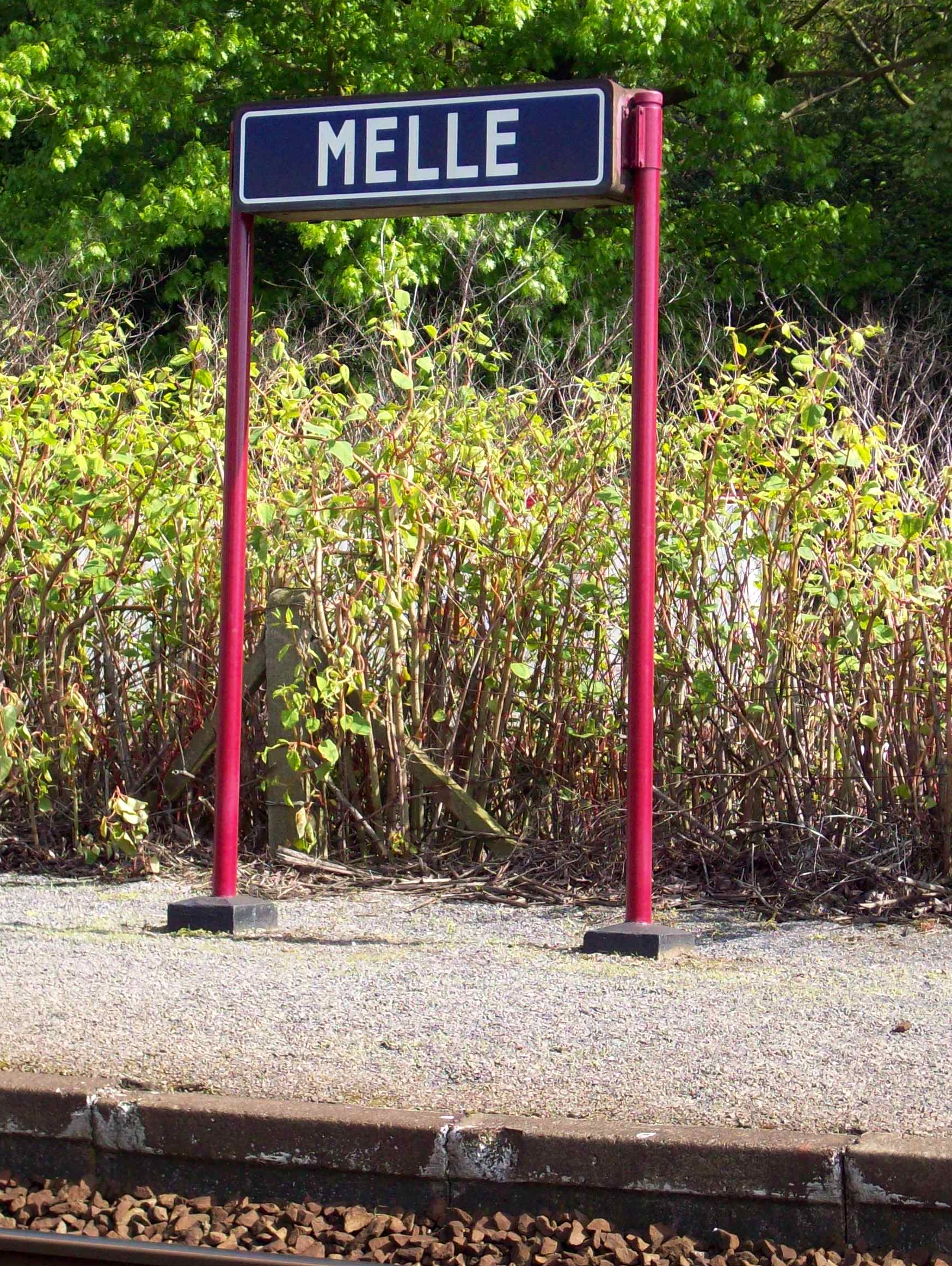
Panneau de quai.
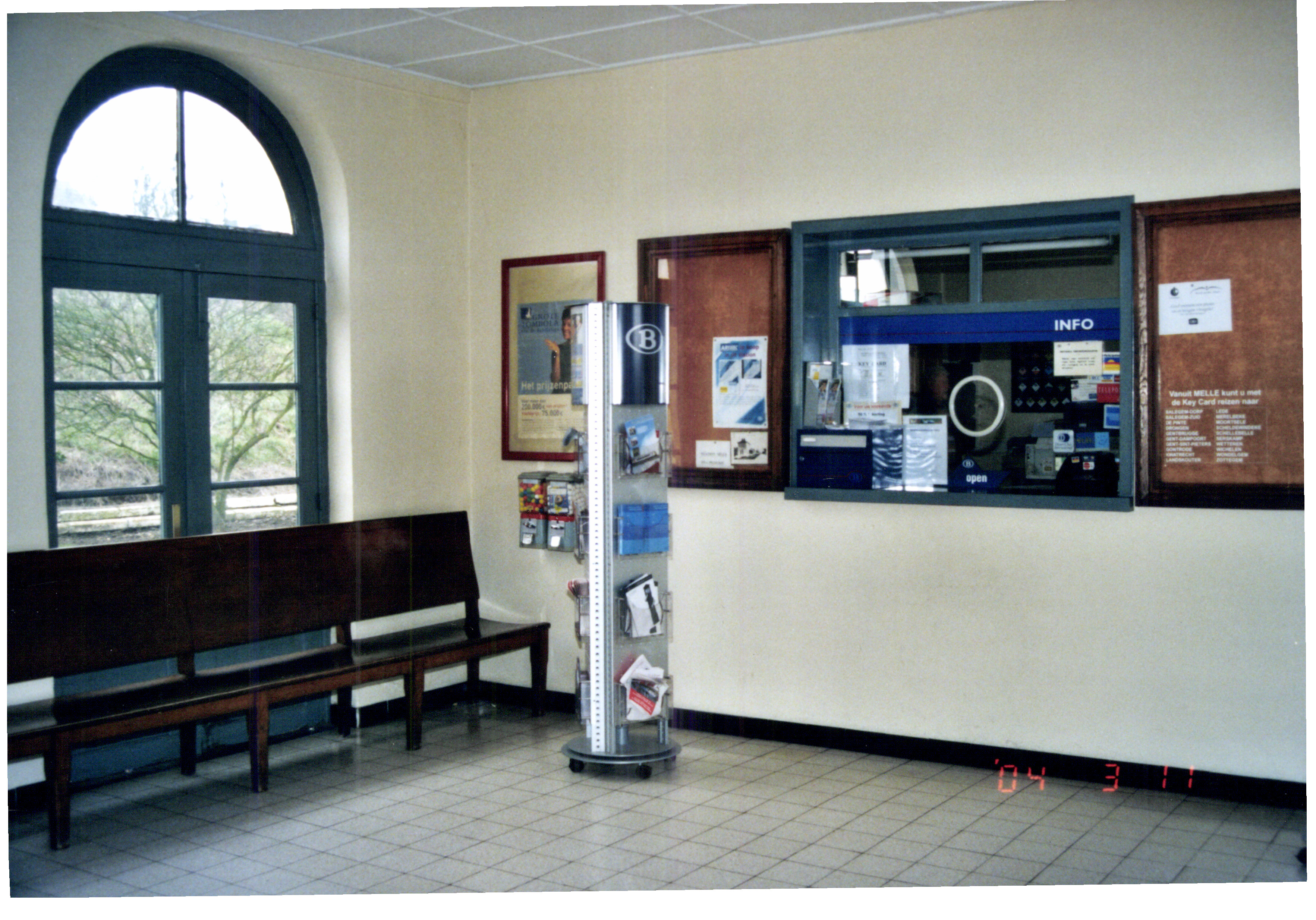
Ancienne salle des guichets.

Détails du bâtiment de la gare
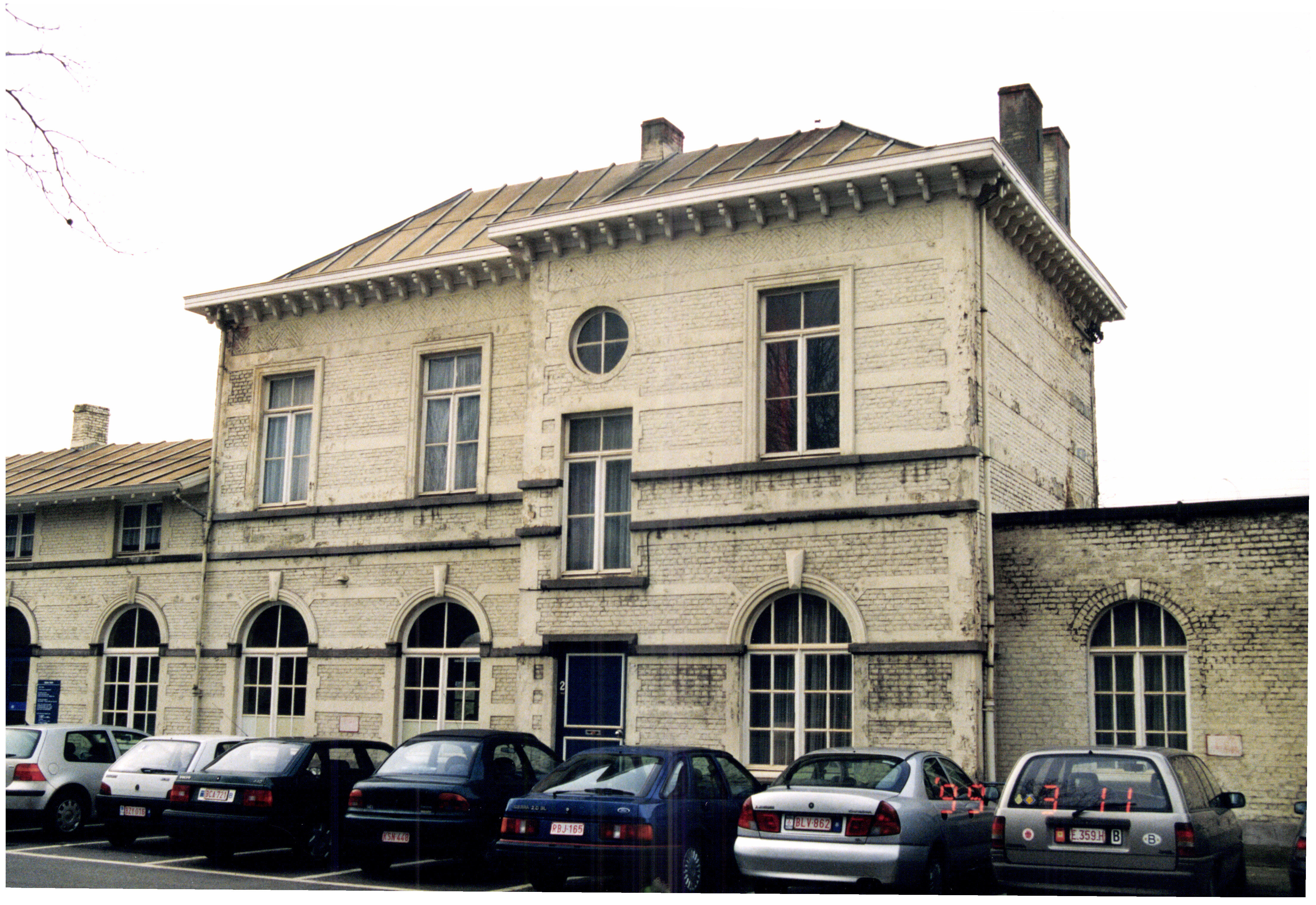
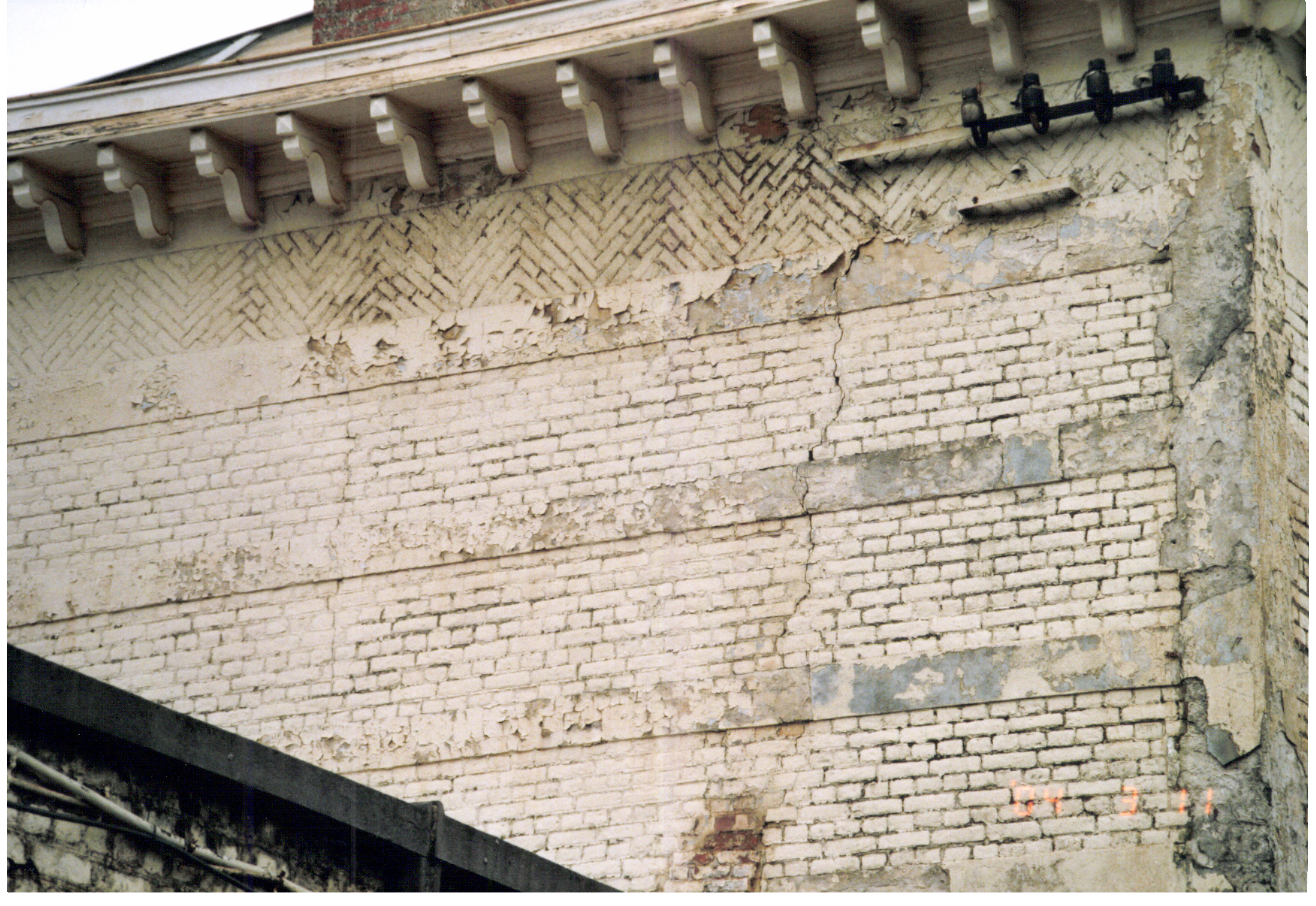
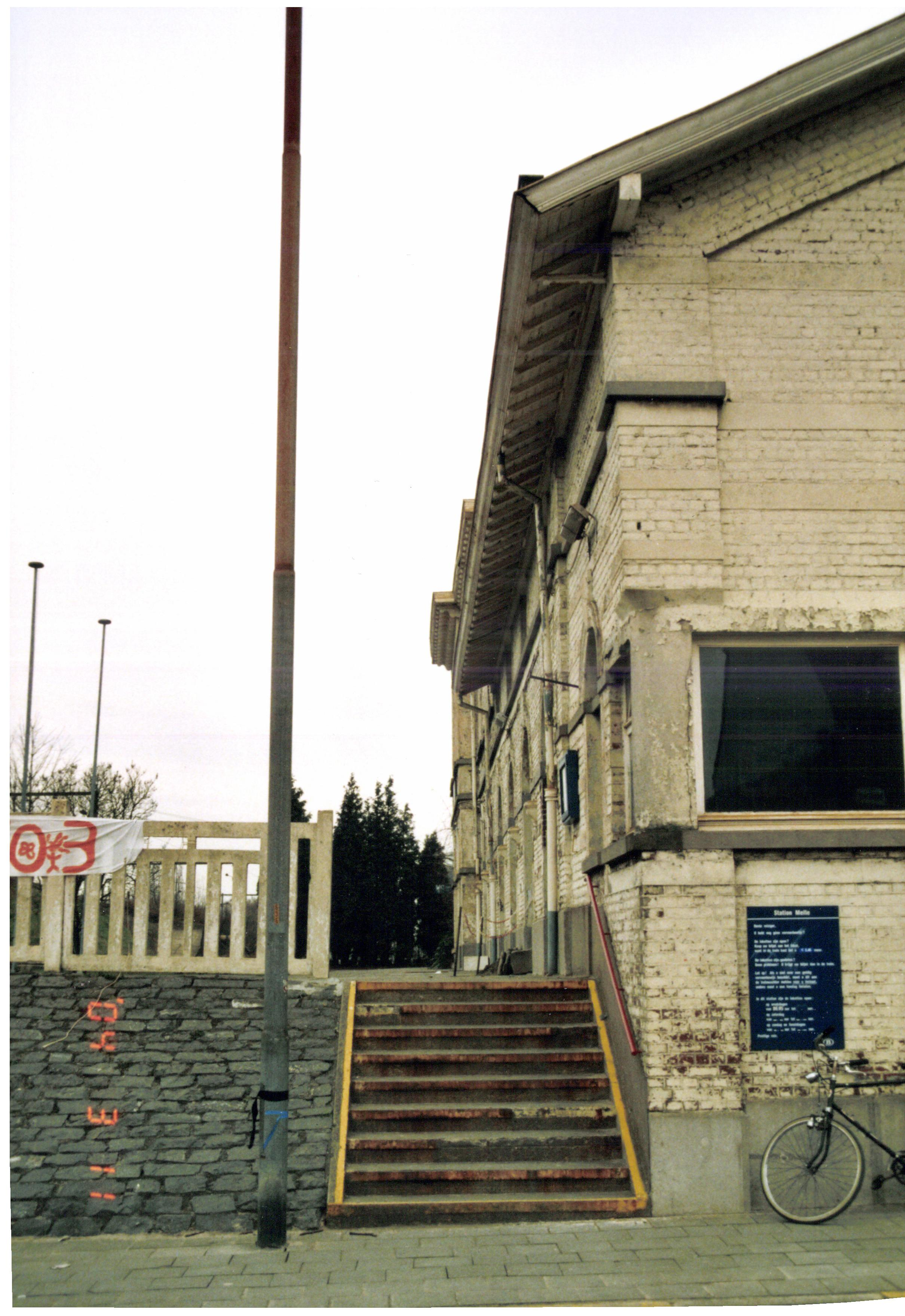
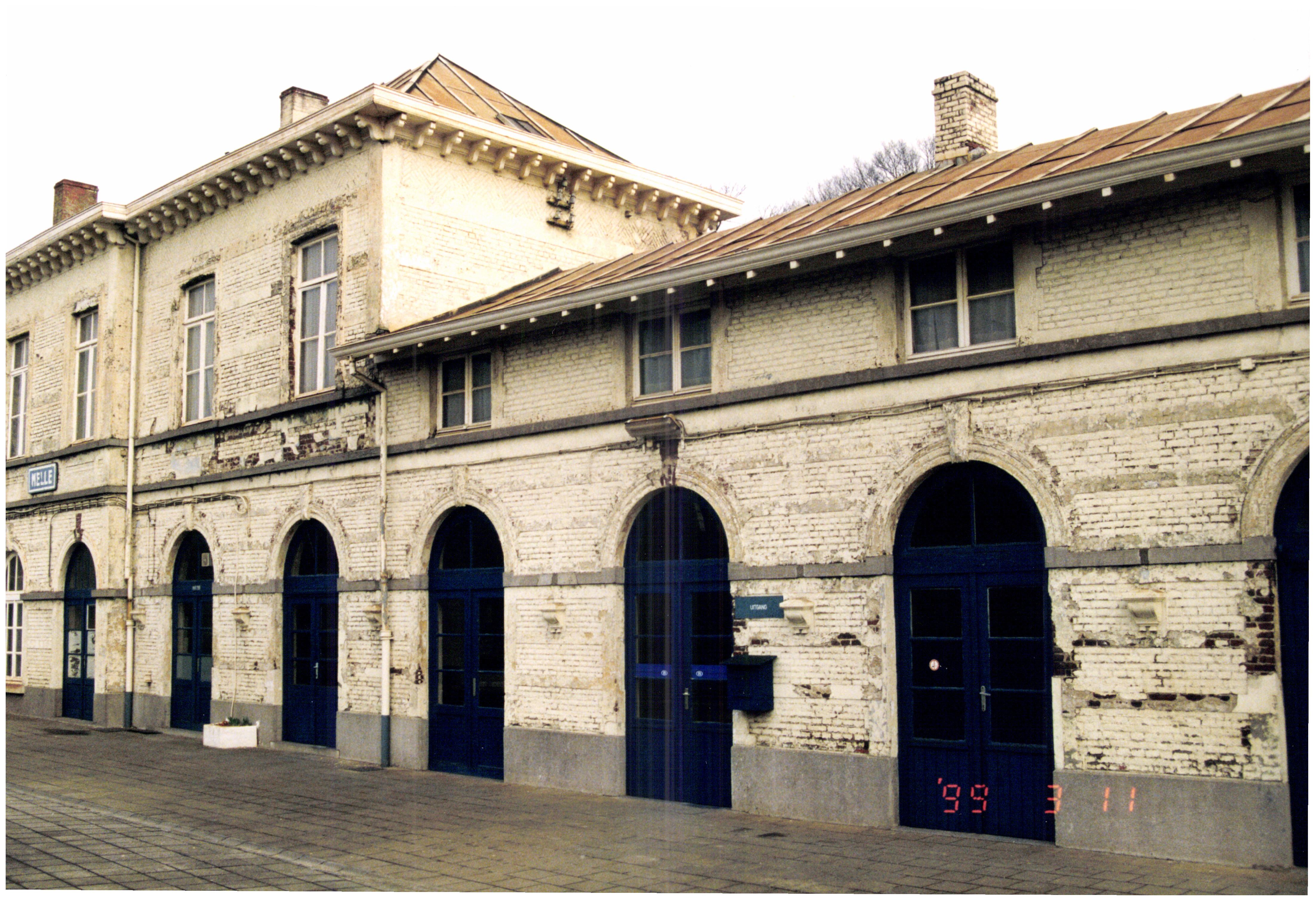